# 1713.
◄ | 17. stoljeće | 18. stoljeće | 19. stoljeće | ►
◄ | 1680-ih | 1690-ih | 1700-ih | 1710-ih | 1720-ih | 1730-ih | 1740-ih | ►
◄◄ | ◄ | 1710. | 1711. | 1712. | 1713. | 1714. | 1715. | 1716. | ► | ►►
Arhitektura • Astronomija • Biologija • Glazba • Kazalište • Kemija • Kiparstvo • Knjige • Književnost • Kršćanstvo • Medicina • Politika • Pravo • Promet • Slikarstvo • Znanost

## Rođenja
- 5. listopada – Denis Diderot, francuski filozof

## Smrti
- 20. siječnja – Pavao Ritter Vitezović, hrvatski književnik, povjesničar, jezikoslovac i nakladnik

## Vanjske poveznice
|  | Zajednički poslužitelj ima još gradiva o temi 1713. |